# Траугот, Георгий Валерьевич
Георгий Валерьевич Траугот (род. 26 февраля 1965; Ленинград, РСФСР, СССР — 17 июля 2010; Санкт-Петербург, Россия) — советский и российский актёр театра и кино.

## Биография
Родился 26 февраля 1965 года в Ленинграде в династии Трауготов.
Окончил ЛГИТМиК на курсе В. В. Петрова. В 1988 году вошёл в труппу Санкт-Петербургского академического театра имени Ленсовета, в котором служил до самой смерти. Также снимался в кино.
Скончался по болезни 17 июля 2010 года в Санкт-Петербурге на 46 году жизни.
Отец - Траугот, Валерий Георгиевич, мать — актриса Алла Андреева, дочь — Александра Траугот.

## Творчество

### Фильмография
- 1989 — Музыкальные игры — инопланетянин
- 1990 — Маскарад — князь Звездич
- 1991 — Жертва для императора — участие
- 1991 — Лошадь, скрипка…и немножко нервно — участие
- 1991 — Молодая Екатерина — Иван Орлов
- 1992 — Две дуэли — Джордж Крейн-младший
- 1993 — Разборчивый жених — коллега Кати
- 1994 — Год собаки — сосед
- 1995 — Чёрная вуаль — участие
- 1995—1998 — Сказка за сказкой (роль: Михель-Голландец, серия «Каменное сердце», 1995); (роль: Фалькон, серия «Замок в ущелье Гина», 1998)
- 1997 — Войцек — тамбурмажор
- 1998 — Улицы разбитых фонарей-1 — Гриша Борисов (главная роль; 13 серия)
- 2000 — Империя под ударом — Пётр Моисеевич Рутенберг (7 серия)
- 2000 — Клоп — участие
- 2000—2004 — Вовочка — хирург
- 2001 — Кобра. Антитеррор — Романов (1 фильм)
- 2001 — Начальник каруселей — участие
- 2002 — Агентство «Золотая пуля» — Мельник (23 серия)
- 2002 — Время любить — участие
- 2002 — Пейзаж с убийством — Митя (главная роль)
- 2002 — Тайны следствия-2 — режиссёр Геннадий Фиженский (5 фильм)
- 2003 — Русские страшилки — экскурсовод польской группы (15 серия)
- 2003 — Фредерик, или Бульвар преступлений — герцог Йорский
- 2003 — Чужое лицо — адвокат Гуреев
- 2004 — Крошка — участие
- 2004 — Тайны следствия-4 — режиссёр (4 фильм)
- 2005 — Бандитский Петербург-7 — Анатолий Иванович Иваненко (2-я, 3-я, 4-я, 6-я серия)
- 2005 — Кровь для троих — Бейли
- 2005 — Опера-2. Хроника убойного отдела — Максим Львович Тесленко (6 фильм)
- 2005 — Риелтор — Фил
- 2005 — Тамбовская волчица — Янсен
- 2006 — Двое из ларца — Вадим Николаевич Заславский (2 фильм)
- 2006 — Коллекция — Жора, Георгий Иванович
- 2006 — Прииск-2. Золотая лихорадка — банкир Борис Игнатьевич Абакумов
- 2006 — Пушкин. Последняя дуэль — Пётр Андреевич Вяземский
- 2007 — Одна любовь души моей — Пётр Вяземский (главная роль)
- 2007 — Пером и шпагой — Христофор Герман Манштейн, личный адъютант короля Фридриха II

### Театральные роли
Санкт-Петербургский академический театр имени Ленсовета:
1988
- Стражник. «Снежная королева» Е.Шварца

- Шут. «Трубадур и его друзья» В.Ливанова, Ю.Энтина

1989
- Врач, Юра. «Когда спящий проснётся» О.Ёрнева

- Шиллер. «Коварство и любовь» Ф.Шиллера

- Начальник охраны. «Трубадур и его друзья» В.Ливанова, Ю.Энтина

- Сорокалетний. «Фотофиниш» П.Устинова

- Ясон. «Медея» Л.Разумовской

- Северный олень. «Снежная королева» Е.Шварца

1990
- Троттер, Эдвард Марш. «Земля обетованная» С.Моэма

- Трубадур. «Трубадур и его друзья» В.Ливанова, Ю.Энтина

- Палач, Грузчик. «Западня» Т.Ружевича

- Человек в крылатке. «Трагики и комедианты» В.Арро

1991
- Огюстен. «Крошка» Ж.Летраза

1992
- Горацио. «Убийство Гонзаго» Н.Йорданова

- Хулио. «Дикарь» А.Касоны

1993
- Гарри. «Шум за сценой» М.Фрейна

- Билли. «Ты и только ты» Т.Стоппарда

1994
- Граф Риккардо. «Самодуры» К.Гольдони

1996
- Гарри. «Божий одуванчик» Б.Рацера, В.Константинова

1997
- Тамбурмажор. «Войцек» Г.Бюхнера

- Эгерман. «Лицо» И.Бергмана

- Пилад. «Электра» Ж.-П.Жироду

1999
- Друг Клеанта. «Мнимый больной» Ж.-Б.Мольера

2000
- Гарольд. «Дверь в смежную комнату» А.Эйкбурна

- Баян. «Клоп» В.Маяковского

- Муж Фроси. «Фро» А.Платонова

2001
- Дон Мануэль. «Дама-призрак» П.Кальдерона

- Черепаха. «Братец Кролик на Диком Западе» Э.Гайдая

1-й Мужчина. «Банан» С.Мрожека
- Агар-бен-Мосед. «Маленькая девочка» Н.Берберовой

2002
- Герцог Йоркский. «Фредерик, или Бульвар преступлений» Э.-Э.Шмитта

2003
- Майор Бейли. «Кровать для троих» М.Павича

2005
- Роменвиль. «Приглашение в замок» Ж.Ануя